# Biserica de lemn din Măriței
Biserica de lemn „Adormirea Maicii Domnului” din Măriței este un lăcaș de cult ortodox construit în perioada 1897-1900 în satul Măriței din comuna Dărmănești aflată în județul Suceava. Edificiul religios se află localizat în cimitirul satului și are hramul Adormirea Maicii Domnului, sărbătorit la data de 15 august.
Biserica de lemn din Măriței nu a fost inclusă pe Lista monumentelor istorice din județul Suceava.

## Istoricul localității
Prima atestare documentară a localității datează dintr-un document din 6 aprilie 1634 prin care episcopul Evloghie al Rădăuților cumpăra satul Măriței, și cătunul acestui sat, Hatna sau „jumătate de sat Măriței, partea de jos”, pe care le dăruia ca zestre surorii sale, Ana. Moșia va fi moștenită apoi de Toader Murguleț. În anul 1774 în sat locuiau doar 33 de familii, dar după anexarea nordului Moldovei de către Imperiul Habsburgic, austriecii au început colonizarea de populații din Galiția, în special ruteni. Ca urmare, populația satului Mărițeia Mare a ajuns în 1784 la 114 familii. În anul 1785, o parte din moșia satului Mărițeia Mare a fost cumpărată de negustorul armean Ioan Capri, care a sprijinit colonizarea rutenilor pentru a-i munci pământurile.
La sfârșitul secolului al XVIII-lea, a fost construită o biserică de lemn pe terenul familiei Tarnoviețchi din Dărmănești. Sătenii din Mărițeia Mare au fost arondați noii biserici. Mărițeia Mare se numește în prezent Măriței și reprezintă reședința comunei Dărmănești.

## Istoricul bisericii
Biserica de lemn din Mărițeia Mare (astăzi Măriței) a fost construită în perioada 1897-1900, cu cheltuiala credincioșilor ortodocși din localitate, dar și din satele învecinate. Petru Barbir, fost primar, a donat un teren de o jumătate de falcă (adică aproximativ 71 de ari) pe care s-a ridicat construcția. Materialul lemnos a fost cumpărat cu 5.000 de florini de la Direcțiunea Căilor Ferate, acesta provenind de la podul feroviar de lemn din Costâna. În Cronica Parohiei Măriței sunt consemnate următoarele: „S-au colectat 5.000 florini și s-a cumpărat de la Direcțiunea Căilor Ferate materialul de lemn, de la podul de tren de la Costâna... Lemnul l-au adus oamenii la Măriței și l-au așezat pe locul dăruit, pe care se află biserica. Locul pentru biserică, o jumătate de falce, l-a dăruit Petru Barbir, fost primar mai mulți ani în Măriței. S-au colectat banii prin mai multe sate și s-a început lucrul în anul 1897 și după 3 ani biserica a fost gata”.
De-a lungul timpului au avut loc lucrări de reabilitare și reparație a edificiului religios. Inițial acoperită cu șindrilă, biserica are în prezent învelitoare din tablă.
Printre oficialitățile care au vizitat această biserică este de menționat Anca Boagiu, ministrul transporturilor. Ea se afla într-o vizită privată la o familie din zona Dărmănești și a participat la slujba de Înviere din noaptea de 23/24 aprilie 2011 de la biserica din Măriței.

## Arhitectura bisericii
Biserica de lemn din Măriței este construită din bârne de brad, cioplite și îmbinate în „coadă de rândunică”. Ea se sprijină pe un soclu de piatră. Pereții din bârne sunt placați cu scânduri mici tratate împotriva incendiilor și cariilor. Edificiul are un acoperiș înalt din tablă, cu o turlă mare pe naos și două turle false, inegale, pe pronaos și altar. Turla de pe altar este mai mică decât cea de pe pronaos. Streașina aflată sub acoperiș este largă și are console tăiate după un profil curbiliniu.
Monumentul are formă dreptunghiulară, cu absida altarului pentagonală și decroșată și cu un pridvor atașat în dreptul intrării de pe latura sudică a pronaosului. Lăcașul de cult este prevăzut cu două uși de intrare (una în peretele sudic al pronaosului și alta în peretele sudic al absidei altarului) și cu șapte ferestre (una în axa altarului, două în naos, două în pronaos și două în pridvor).
În interior, biserica este împărțită în patru încăperi: pridvor, pronaos, naos și altar. În biserică se intră printr-un pridvor aflat pe latura de sud a pronaosului, precum și pe o ușă din partea sudică a absidei altarului. Pronaosul este de formă dreptunghiulară și este decroșat simetric față de naos. La partea superioară, el are un tavan de scânduri. Naosul are și el o formă dreptunghiulară, cu câte o fereastră pe laturile de nord și de sud, încheiate în arc de cerc. El are o boltă sprijinită pe un contur hexagonal, formată din bârne încheiate în „cheotori”.
Altarul are o absidă de formă pentagonală cu o fereastră dreptunghiulară în axa absidei. Catapeteasma este amplasată înspre naos. În decroșurile de nord și de sud se află proscomidiarul și diaconiconul, care nu au ferestre. Deasupra altarului se află o boltă sprijinită pe un contur pentagonal.

## Imagini

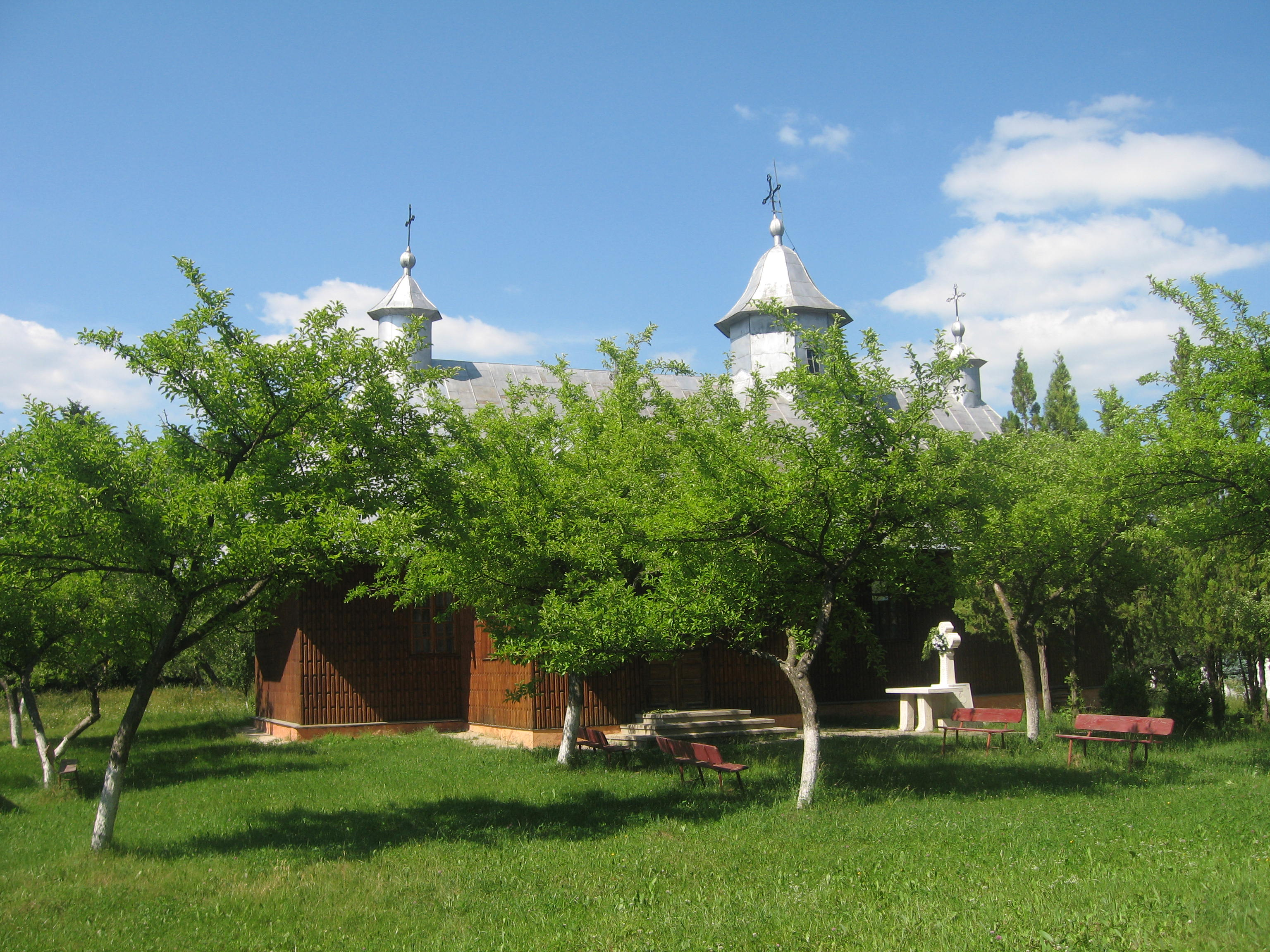
Biserica pe latura sud-vestică
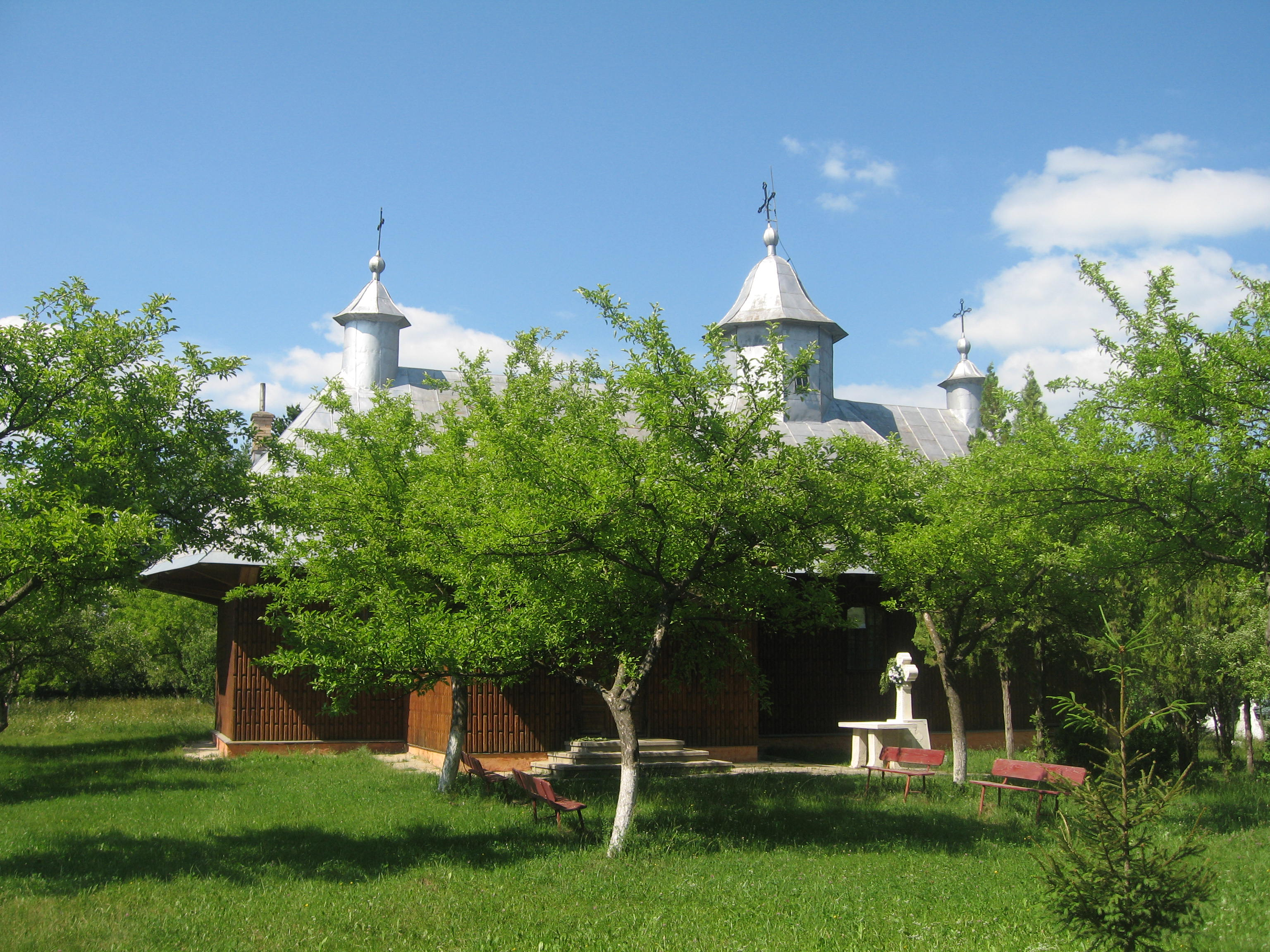
Biserica pe latura sudică
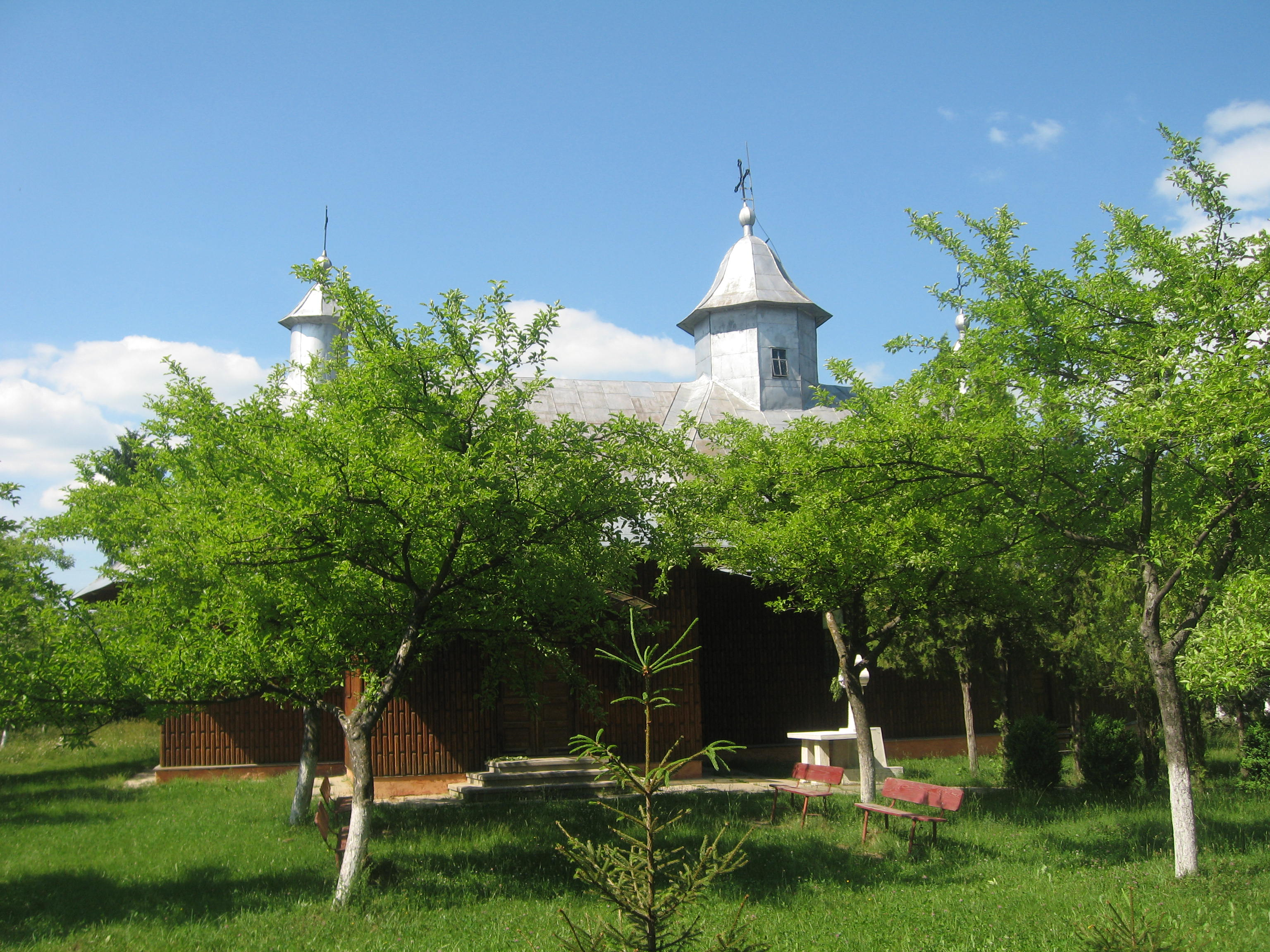
Biserica pe latura sudică
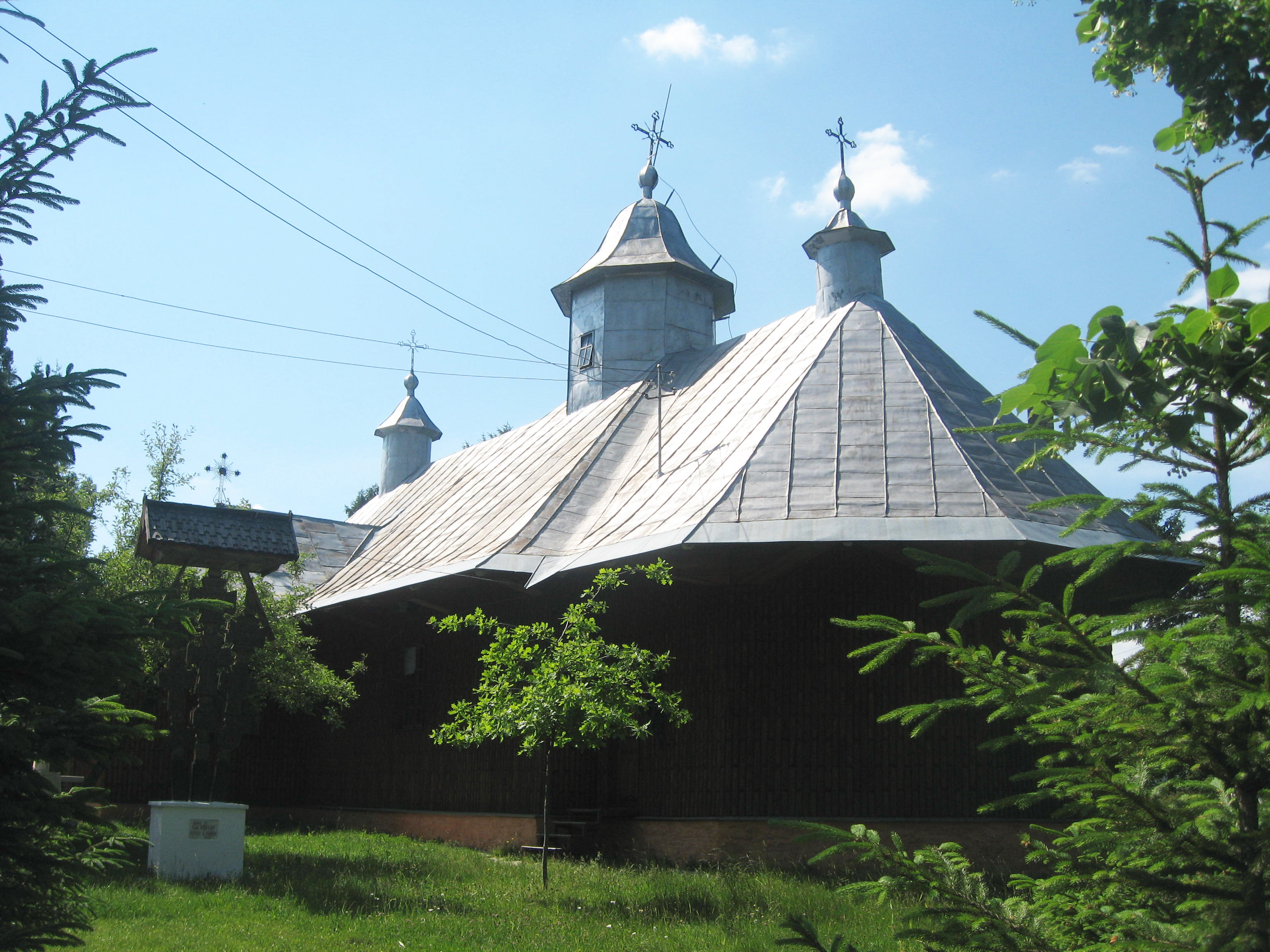
Biserica pe latura sud-estică
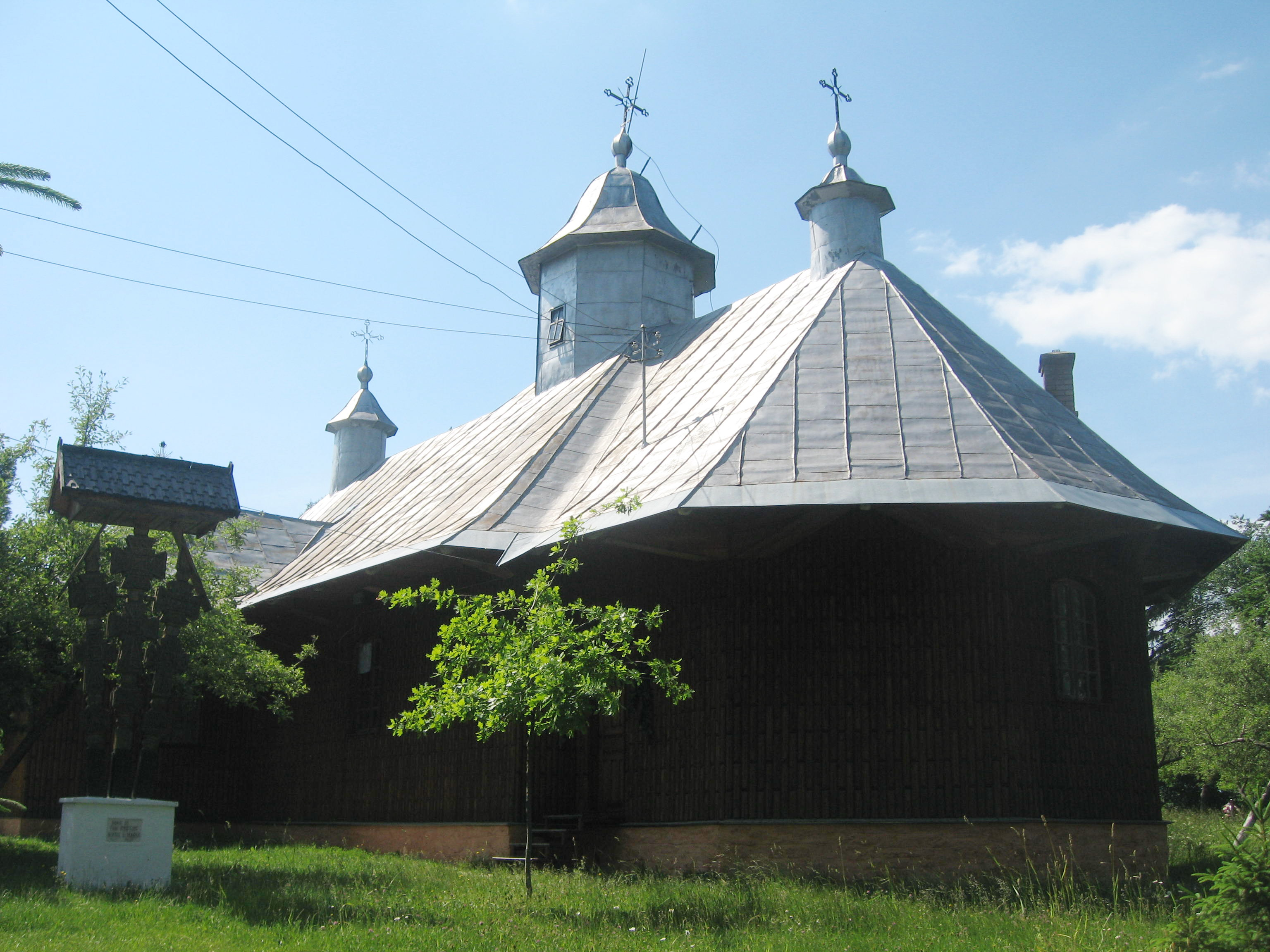
Biserica pe latura sud-estică
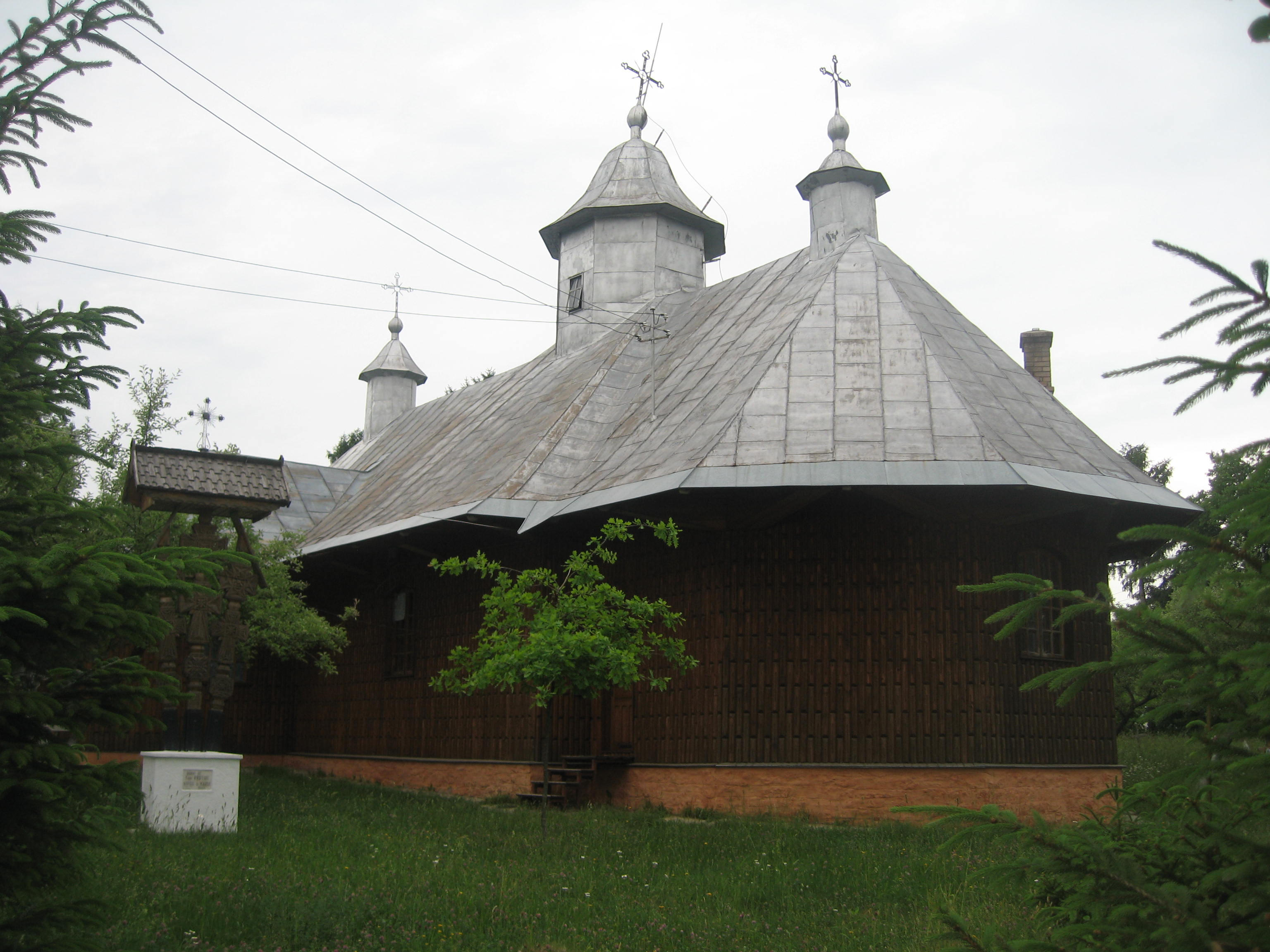
Biserica pe latura sud-estică
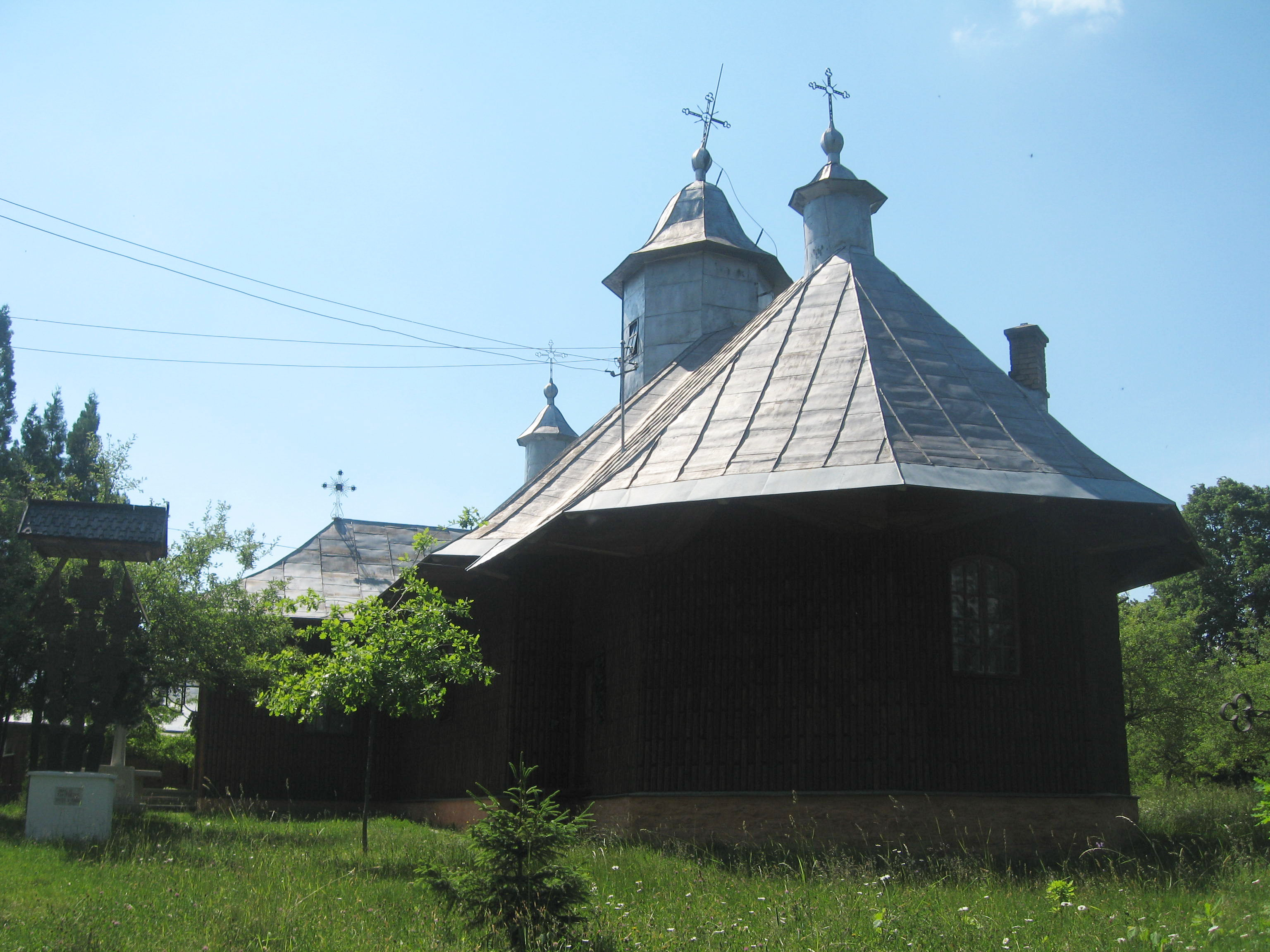
Biserica pe latura sud-estică
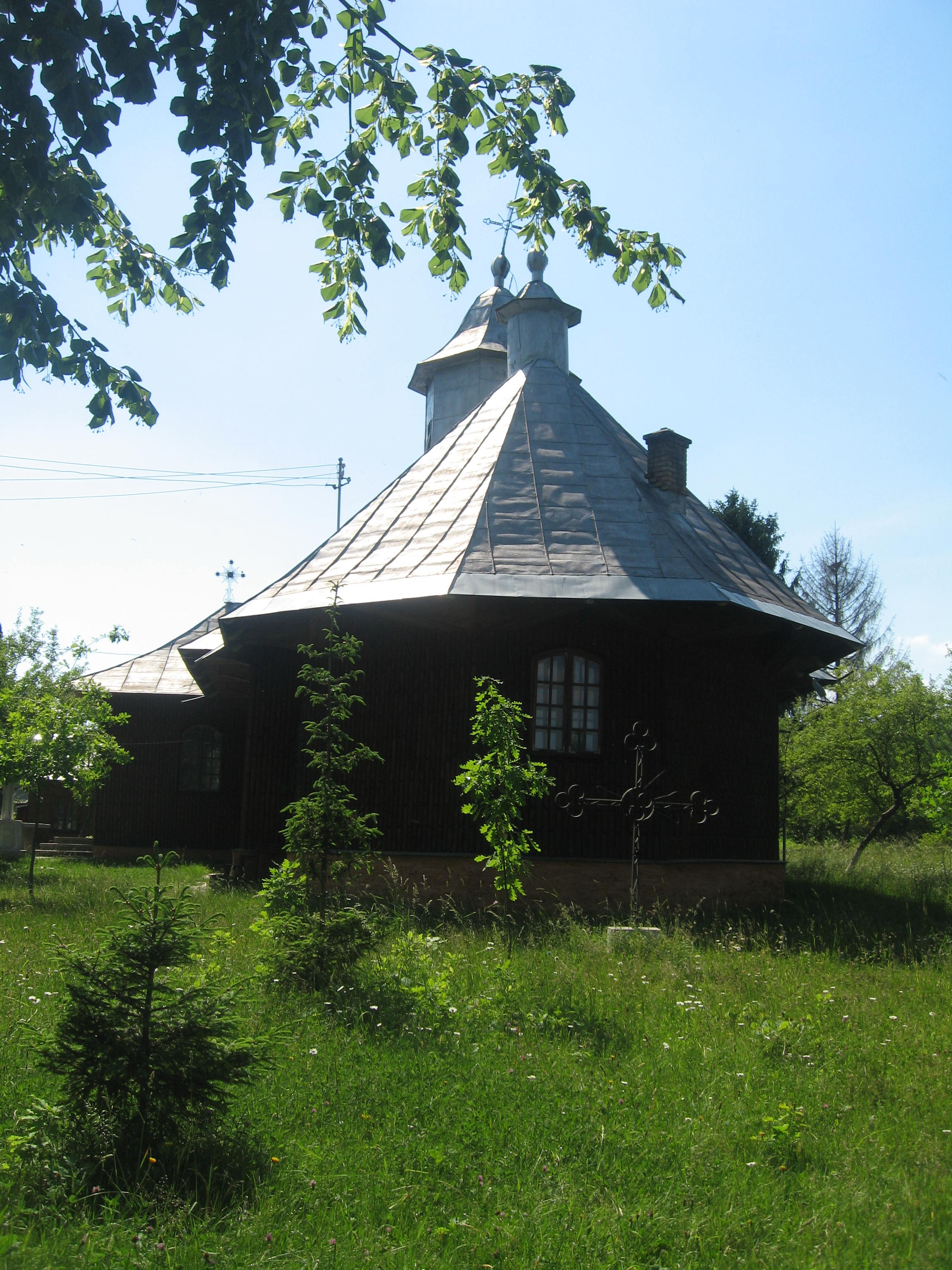
Biserica pe latura estică
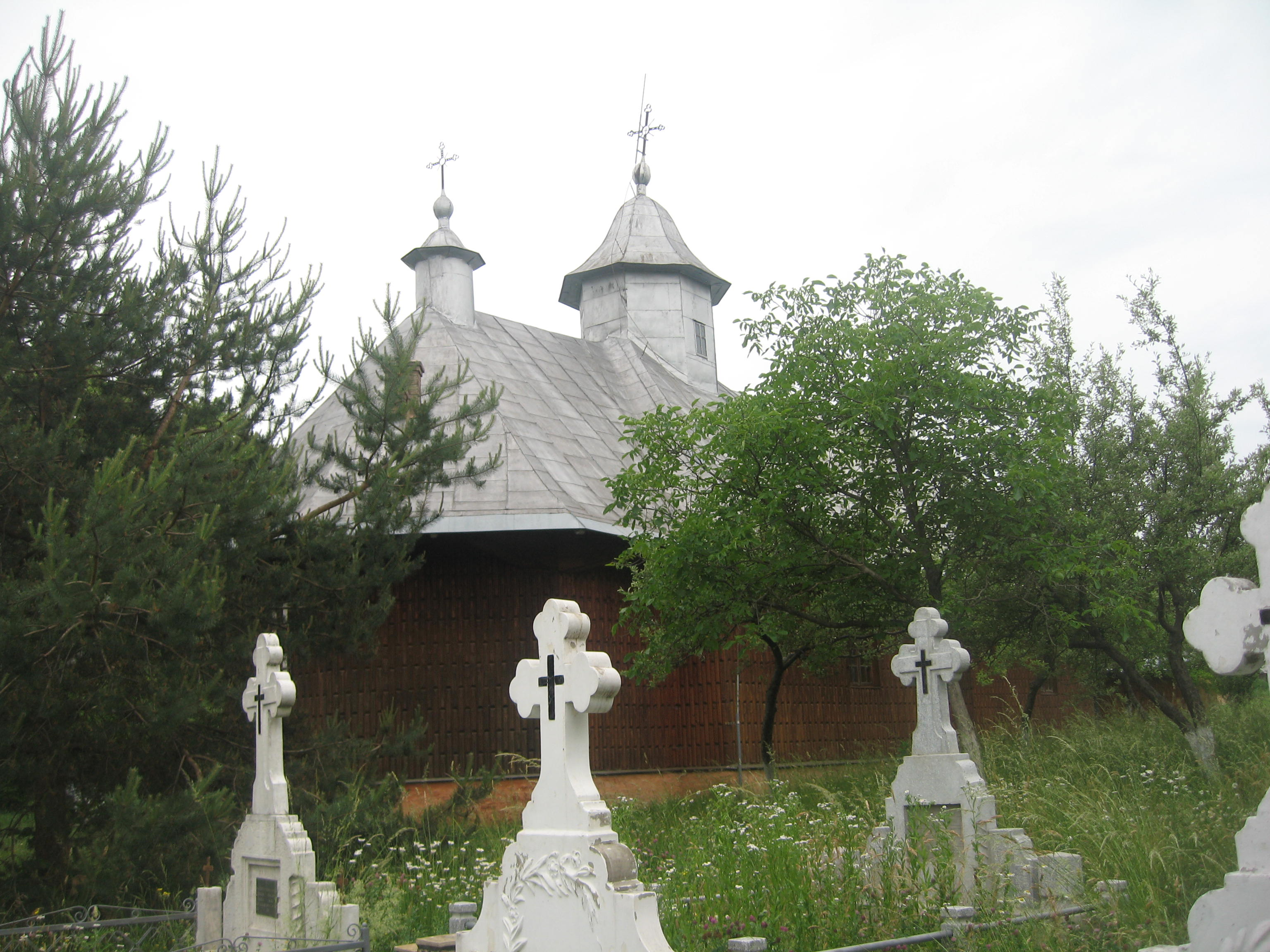
Biserica pe latura nord-estică
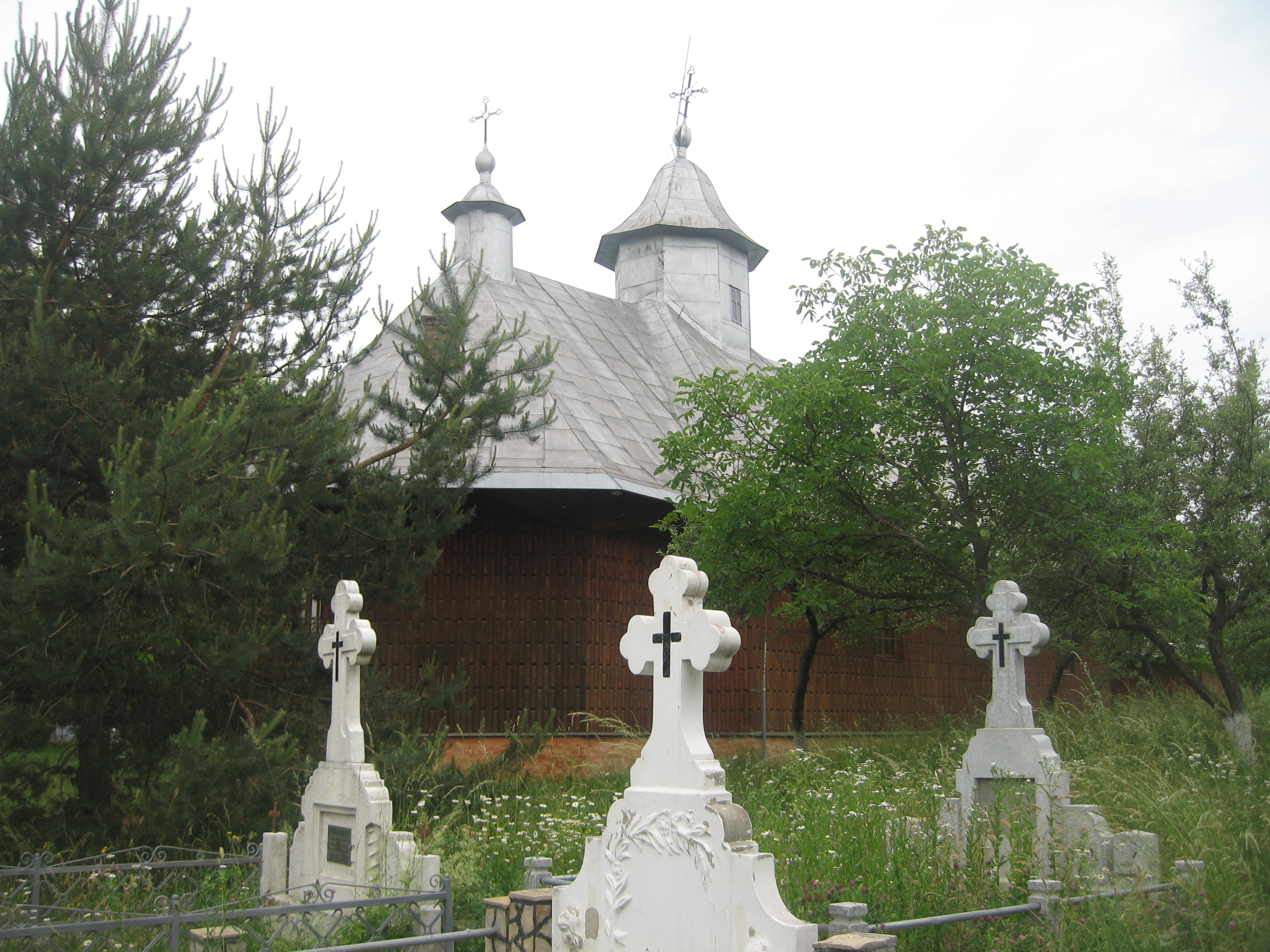
Biserica pe latura nord-estică
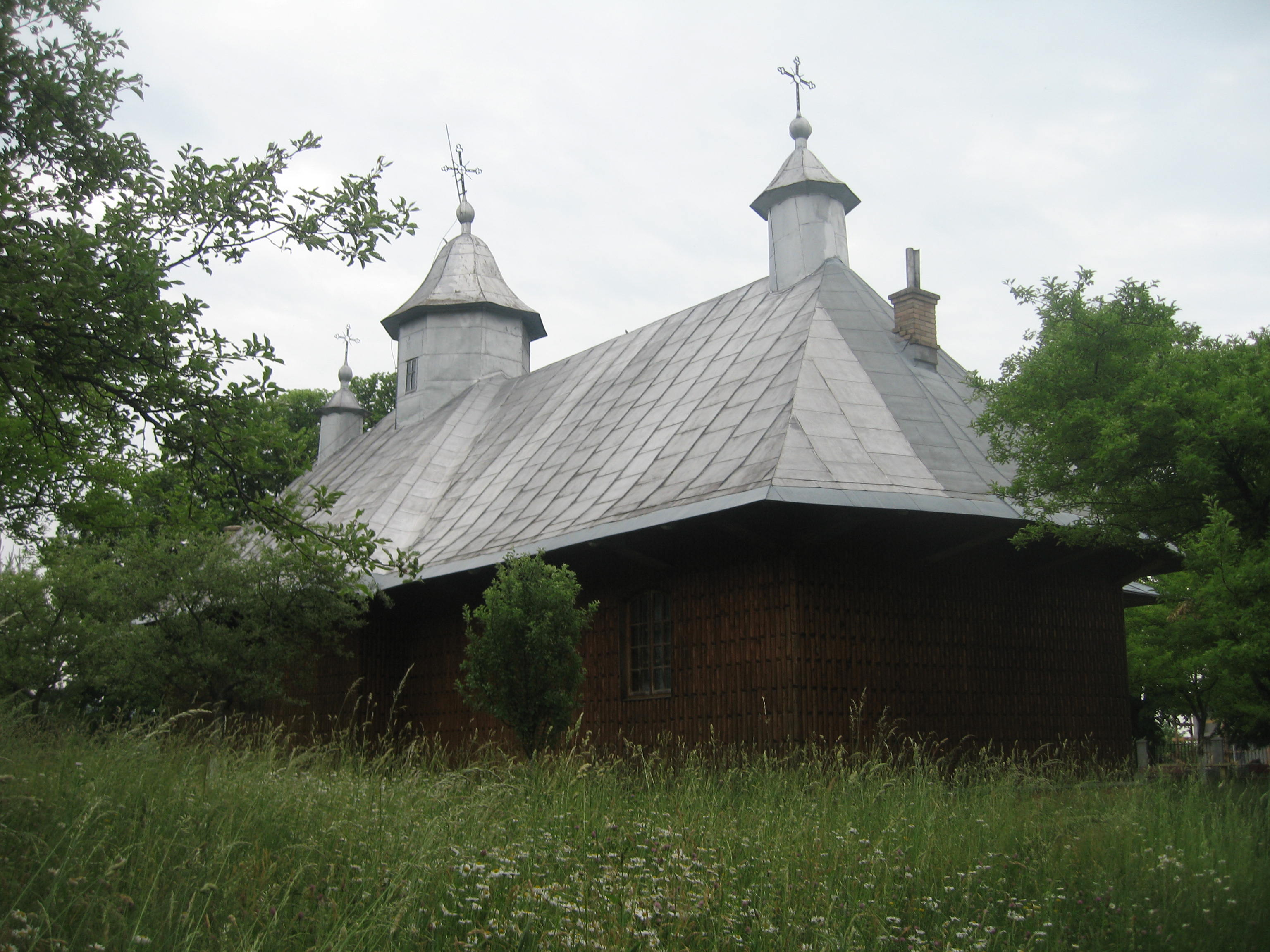
Biserica pe latura nord-vestică
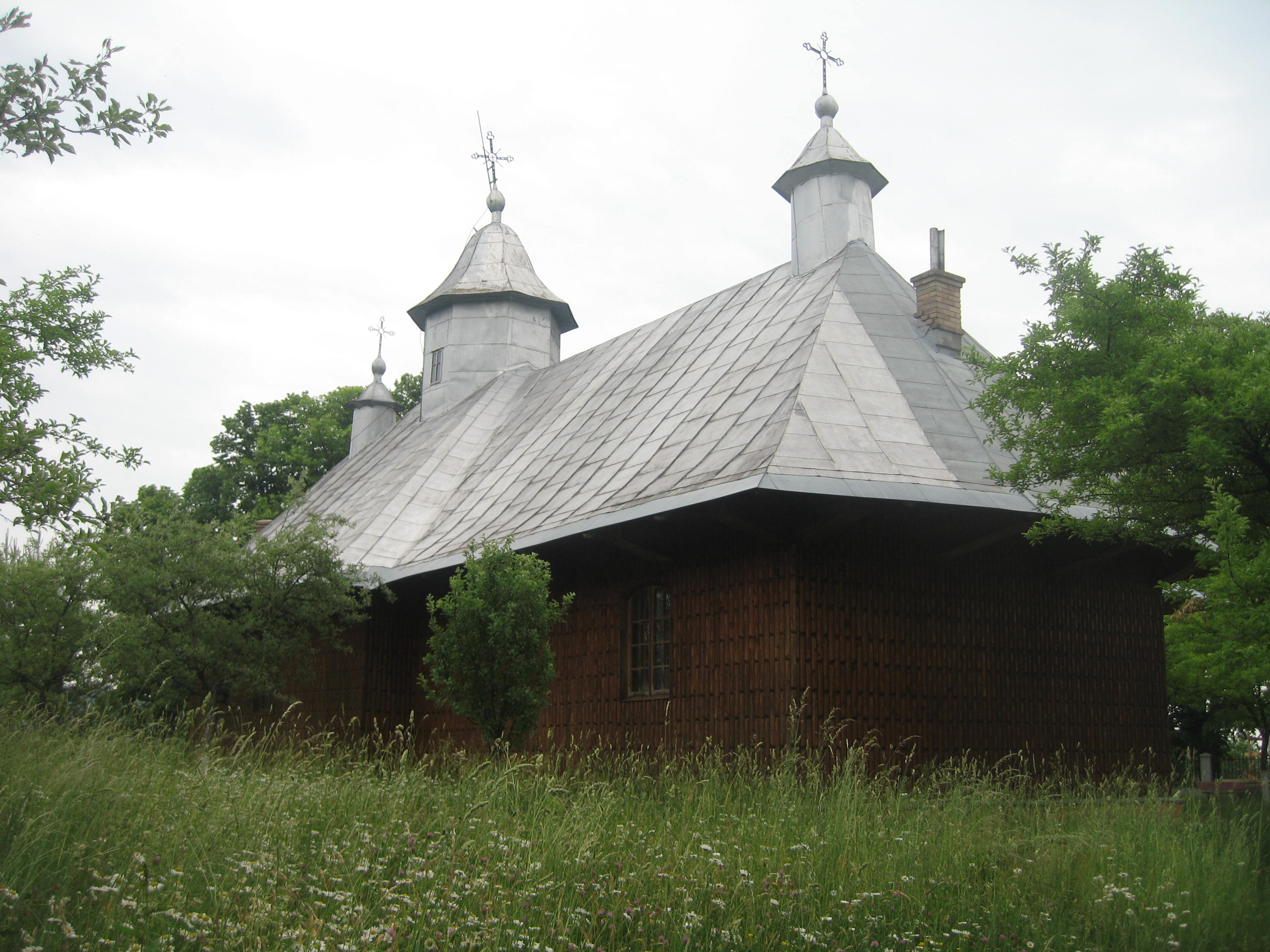
Biserica pe latura nord-vestică